# Khiuaz Dospanova
Khiuaz Dospanova (Atyrau, Kazakhstan, 1922 - 2008) fou l'única pilot d'aviació kazakh en la Segona Guerra Mundial i és considerada una heroïna nacional. Khiuaz assistí al club local de vol i obtingué la llicència de pilot de reserva. Fou rebutjada per l'Acadèmia de la Força Aèria Zhukovsky de Moscou per ser dona. Estudià medicina i completà el primer any abans que comencés la guerra l'any 1941. Khiuaz s'allistà en el nou regiment femení d'aviació comandat per Marina Raskova, i assistí a l'escola d'aviació prop de Saràtov. El maig de 1942, l'únic regiment femení de l'exèrcit soviètic fou comandat per la tinent major Ievdokia Berxànskaia. Fou guardonada amb l'Orde de l'Estrella Roja, l'Orde de la Guerra Patriòtica de segona classe i l'Orde de la Bandera Roja, medalles per la defensa del Caucas, l'alliberament de Varsòvia i la victòria contra Alemanya. El 2004 Khiuaz rebé la màxima condecoració de la República del Kazakhstan, l'Estrella Daurada Khalyk Kakharmany ("heroi nacional").